# Roccapalumba
Roccapalumba (sicilià Roccapalumma) és un municipi italià, dins de la ciutat metropolitana de Palerm. L'any 2007 tenia 2.843 habitants. Limita amb els municipis d'Alia, Caccamo, Castronovo di Sicilia, Lercara Friddi i Vicari

## Administració
| Període | Identitat         | Partit        |
| ------- | ----------------- | ------------- |
| 2008-   | Giovanni Giordano | Llista cívica |